# Cossacks: European Wars
Cossacks: European Wars er et real-time strategy computerspil til Windows lavet af den ukrainske computerspiludvikler GSR Game World. Spillet blev udgivet den 24. april 2001. Spillet har etisometrisk udeseende og er baseret i det 17. og 18. århundrede i Europa. Der er seksten spilbare nationer, hver med sine arkitekturiske stilarter, teknologier og enheder. 
Spilleren skal undgå hungersnød og engagere sig i hærekspansioner, bygningskonstruktioner og enkel ressource indsamling. Missionscenarierne spænder fra konflikter såsom 30-årskrigen til den Østrigske Arvefølgekrig, og kendt for den tilsyneladende uendeligt antal enheder må spilleren kontrollere. Denne evne adskiller sig fra andre spil af den tid, såsom Age of Empires, Empire Earth, og Civilization. Selv i dag de eneste spil, der kan komme tæt på at sammenligne med Cossacks på området af enheder, kan findes i Total War serien. 
Cossacks er et spil som giver brugeren mulighed for at vinde strategi færdigheder og hentning af relativ historie i denne periode ved optagelse af et omfattende opslagsværk. Denne topsælgende titel har vundet to priser og blev positivt stillet med et flertal af kontrollanter.
| computerspil | Spire Denne computerspilsrelaterede artikel er en spire som bør udbygges. Du er velkommen til at hjælpe Wikipedia ved at udvide den. |